# ثعبان إسيكس
ثعبان إسيكس (بالإنجليزية: The Essex Serpent )‏ هو مسلسل قادم مبني على رواية تحمل نفس الاسم للكاتبة سارا بيري، المسلسل من بطولة كلير دينس، توم هيدليستون، فرانك ديلان وكليمونس بويزي. صدر المسلسل على منصة أبل تي في + في 13 مايو 2022.

## روابط خارجية
- ثعبان إسيكس على موقع IMDb (الإنجليزية)
- ثعبان إسيكس على موقع ميتاكريتيك (الإنجليزية)
- ثعبان إسيكس على موقع روتن توميتوز (الإنجليزية)
- ثعبان إسيكس على موقع ليتربوكسد (الإنجليزية)
- ثعبان إسيكس على موقع كينوبويسك (الروسية)
- ثعبان إسيكس على موقع ألو سيني (الفرنسية)
- ثعبان إسيكس على موقع قاعدة بيانات الفيلم (الإنجليزية)